# Nordhuset
Nordhuset (på finska Vuotalo) är ett kulturcenter beläget i Nordsjö i Helsingfors, norr om Mosaiktorget, nära köpcentret Columbus, Nordsjö metrostation, Nordsjö idrottshus och det finskspråkiga gymnasiet Vuosaaren lukio. Byggnaden designades av Mikko Heikkinen och Markku Komonen och stod färdigbyggd 2001.

## Allmänt
Nordhuset inhyser filial för Helsingfors stadsbibliotek, Helsingfors medborgarinstituts och kulturcentrals hobby- och bildkonstutrymmen samt ett auditorium för teater- och dansföreställningar. Helsingfors kulturcentral organiserar kulturevenemang i Nordhuset, bland annat konserter, filmer, barnevenemang, teater och seniorevenemang. Galleriet har varierande utställningar under hela året. På gatuplan i Nordhuset finns Nordsjö bibliotek, café Pokkari och biljettbolaget Lippupiste Oy:s kontor. Ett ljust galleri och Nordsalen med 320 platser ligger på första våningen i byggnaden. Helsingfors kulturcenter och Helsingfors medborgarinstitut finns på andra våningen i Nordhuset. Medborgarinstitutet har också urymmen i förbindelsegången mellan Nordhuset och gymnasiet Vuosaaren lukio.

## Historia
En arkitekttävling för Nordhuset ägde rum 1996. Utgångspunkterna för projektet var komplexa. Från norr måste en gångförbindelse till köpcentret Columbus gå genom tomten. En förbindelsegång mellan de närliggande idrottshuset och skolan skulle dras tvärs genom tomten. Utöver detta innefattades områdets byggprojekt av skolutbyggnader och en pendelparkeringsanläggning med 420 platser. Arkitekttävlingen vanns av byrån Arkkitehtitoimisto Heikkinen-Komonen Oys förslag "a la kyltyyri ". Byggnaden stod färdig 2001 till en kostnad av 9,92 miljoner euro.

## Strukturen
Nordhuset har en halvcirkelformad form och grundlösningen liknar ett gångjärn, där flerfunktions- och trafikförbindelser är kopplade till varandra. Eftersom byggnaden har t.ex. glastak, ett sektorformat auditorium med långa spännvidder, en glasfasad och stålramar på gångstigen, är de bärande strukturerna ovan mark gjorda av stål. Dessutom har byggnaden kompletterande byggnadssektioner, såsom takbryggor med vibrationsisolering i auditoriet, samt trappor med stålkonstruktion. Byggnadens bärande pelare ligger i byggnadens mittområde, i en kvadratform i storleken 6x6 meter. I vissa delar av stommen är pelarna runda. Nivåbalkarna är sammansatta och plattorna är ihåliga kärnplattor.
Stommens horisontella förstyvning består av betongväggar, dels med brandskyddade stålramar. Byggnadens källare och parkeringsanläggningen, som delvis ligger under huset, samt skolutbyggnaden och förbindelsegången till idrottshallen är gjorda av gjuten armerad betong. Den bärande stommens brandmotståndsklass är R60. Baserat på brandberäkningen har takkonstruktioner och stålkonstruktionerna för auditoriets tak implementerats utan brandskydd.

### Fasad

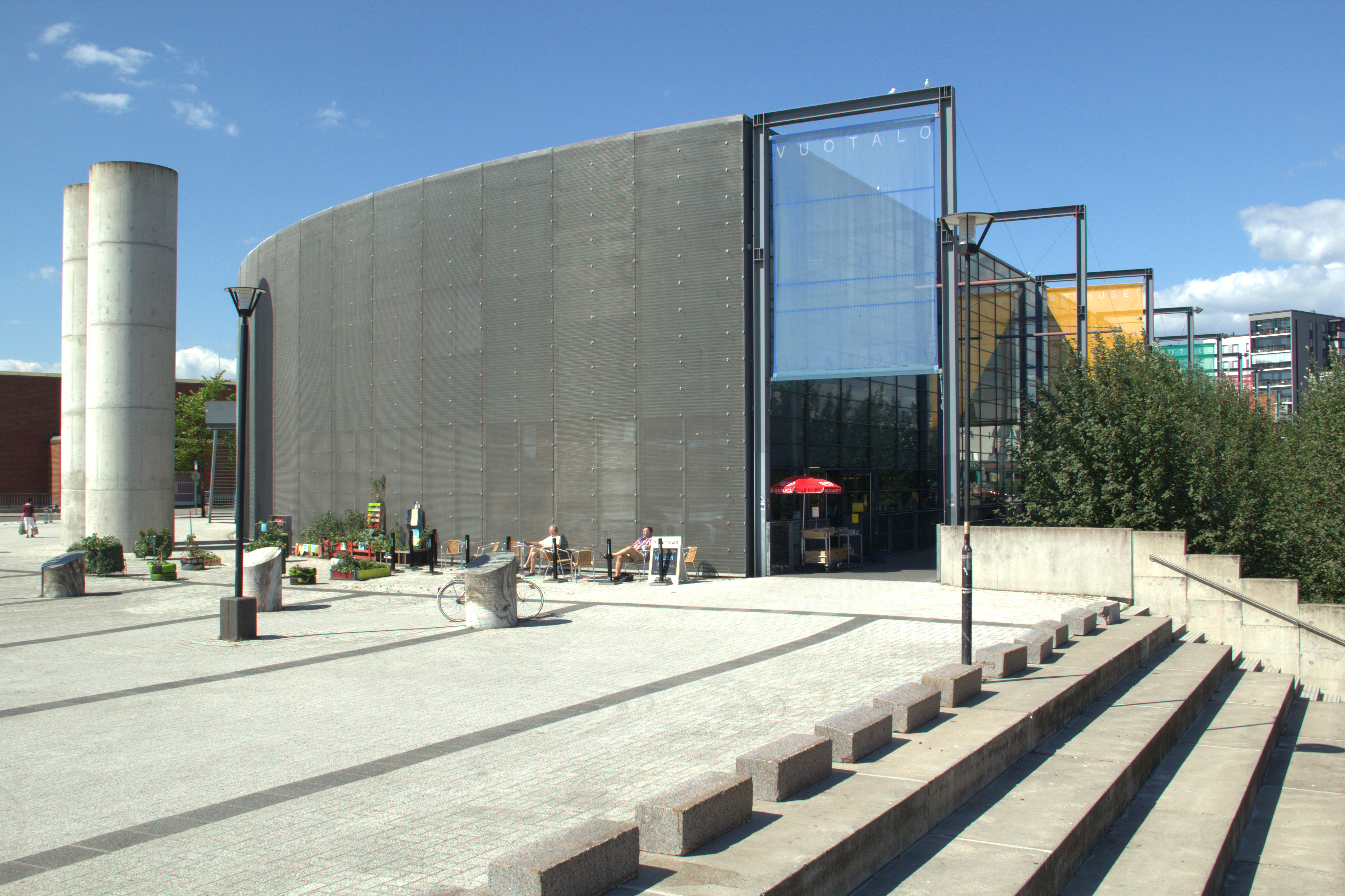
Nordhusets främre fasad är av glas, den bakre ett stålnät.

Byggnadens främre fasad består av en glasvägg som täcker de två våningarna. Bakfasaden är gjord av nät i rostfritt stål. Nätets krökta innerhölje är gjutet i betong. Auditoriets breda platsgjutna vägg förstyvas delvis av stålpelare som sträcker sig bortom väggen, vilka även stöder takkonstruktionerna.

### Interiör
Mycket trä har använts i Nordhuset interiör som konstrast till utsidans metall. Golvet är av värmebehandlad björk och mellanväggarna av korsbyggd tall. På väggarna finns konstverk av Jaakko Tornberg och Pekka Syrjälä.